# Galena (Illinois)
Galena è un comune degli Stati Uniti d'America, situato in Illinois, nella Contea di Jo Daviess, della quale è il capoluogo.